# 薩馬拉旗幟

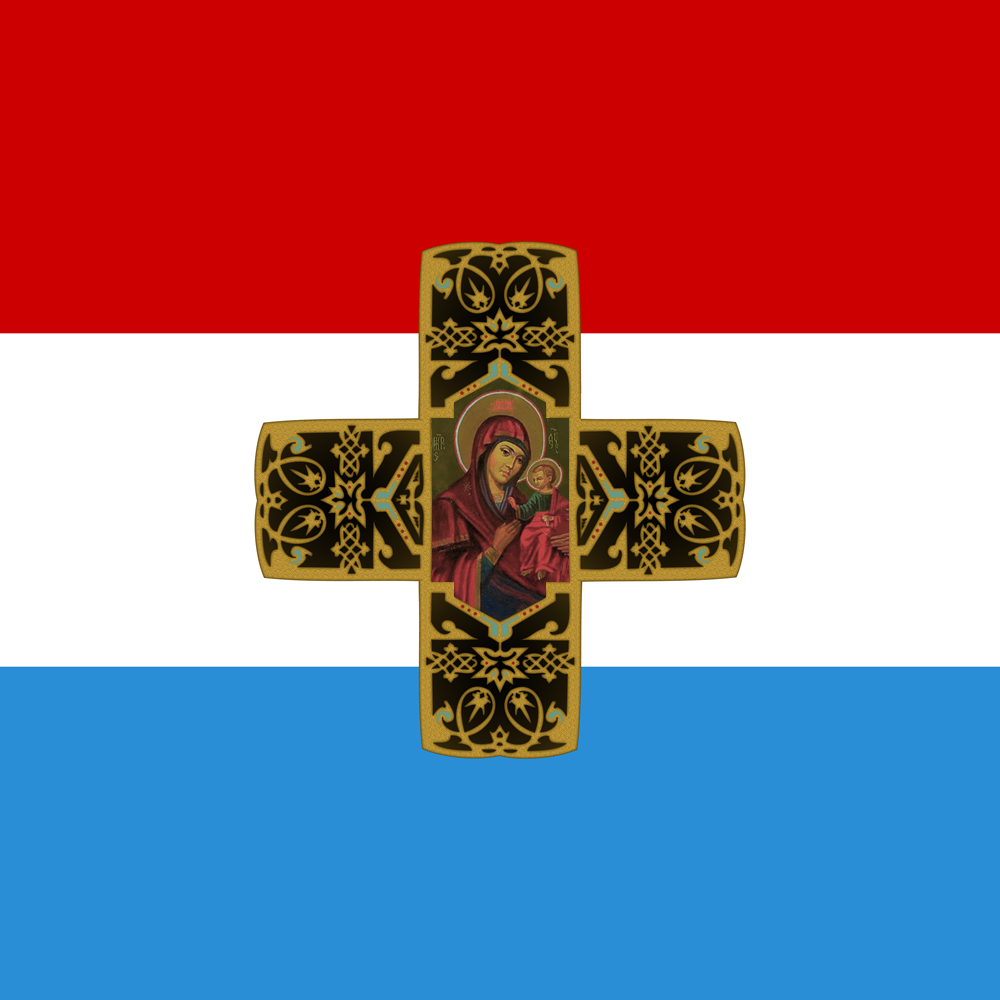
薩馬拉旗幟

薩馬拉旗幟（Samarsko zname, Samarskoye znamya）是保加利亞國防中最為重要的象徵之一。該旗子是三色的 1.85×1.90米，用薄絲綢縫製而成，具有泛斯拉夫色彩（紅色、白色與藍色）。聖彼得堡藝術家尼古拉·西馬科夫在金色的十字架上繪製了聖母神和西里爾和迪烏斯的圖標。它有一個由Graf Rochefort設計的銀點。